# Île de l'Ascension
Pour les articles homonymes, voir Ascension.
L'île de l'Ascension, (en anglais : Ascension Island), est une île du milieu inter-tropical de l'océan Atlantique sud.
Elle est ainsi située juste au nord du 8e parallèle de l'hémisphère austral, entre :
- l'Afrique (à 1 538 kilomètres au sud-ouest de Grand Cess, sur la côte méridionale du Liberia ; et à 3 042,44 km et moins d'un degré de parallèle au nord de la capitale de l'Angola, Luanda, si l'on suit vers l'est les 7e et 8e parallèles[4] ; 2 700 km en moyenne à l'ouest des côtes africaines des Gabon, Congo et Angola...) ;
- et l'Amérique du Sud (à 2 247 km à l'est de Ponta de Pedras, dans l'État de Pernambouc et sur la côte brésilienne).

Elle fait partie, avec Sainte-Hélène (à 1 300 km au sud-est), Tristan da Cunha (à 3 200 km au sud) et Gough, des quatre îles principales aujourd'hui britanniques du centre de l'océan Atlantique (en fait des parties émergées de la grande dorsale océanique) qui constituent le territoire d'outre-mer de Sainte-Hélène, Ascension et Tristan da Cunha (chacune comptée séparément comme l'un des treize territoires off shore de la couronne).
La capitale d'Ascension est Georgetown, siège du Conseil de l'Île.

Blason de l'île.

## Géographie
L'île, d'11,5 km nord-sud pour 13,5 km est-ouest, soit une surface de 90 ou 91 km2.[réf. nécessaire], est donc la partie émergée d'un immense volcan sur la dorsale médio-atlantique, dont la base, par 3 200 m de fond, fait 60 km de diamètre et culmine à 859 mètres au-dessus du niveau de la mer, à la Green Mountain également appelée The Peak. Ce sommet date d'1,2 million d'années.

## Climat
Bien que située en pleine zone humide intertropicale, elle est très sèche et possède un climat désertique doux, de type BWh selon la classification de Köppen.

## Histoire
L'île est découverte en 1501 par l'explorateur luso-galicien João da Nova.
« Redécouverte » le jour de l'Ascension de 1503 par le Portugais Afonso de Albuquerque, celui-ci lui donne alors le nom de cette fête religieuse chrétienne.
De retour en 1699 d'un voyage d'exploration vers la Nouvelle Hollande (partie alors connue de l'actuelle Australie), l'Anglais William Dampier
échoue son navire Roebuck sur l'île.
Les 18 et 19 novembre 1790, la frégate "La Flore", de retour d'une expédition dans l'océan Indien, relâche à l'île de l'Ascension afin de renouveler son stock de viande fraîche en capturant des tortues
Celle-ci demeure inhabitée d'êtres humains jusqu'au 22 octobre 1815, peu après que l'empereur déchu des Français Napoléon Bonaparte, contraint à l'exil, est arrivé sur l'île « voisine » de Sainte-Hélène (le 15 octobre 1815, juste une semaine plus tôt). Les Britanniques établissent alors une petite garnison sur Ascension, puis en revendiquent la possession afin de prévenir tout risque d'évasion de leur prisonnier.
Ses gouverneurs sont des militaires anglais (Cuppaje dès 1815, le major Campbell en 1821, le colonel Nicolls en 1824, le capitaine Bates en 1828, 1831), accompagnés d'une petite garnison de quelques centaines d'hommes, et de quelques femmes. L'eau douce, rare, est transportée à dos de mulet depuis le centre de l'île. La nourriture est constituée de volailles, et de tortues nombreuses à (re)venir pondre sur les plages (voir blason et drapeau ci-contre en bas).
Entretemps, après la mort de Napoléon Ier à Sainte-Hélène début mai 1821, précisément du 18 au 28 janvier 1825, l'île est visitée par l'expédition française Duperrey, depuis son navire La Coquille, qui en décrit minutieusement la faune et la flore dans un ensemble désertique : « L’aspect de l'île de l'Ascension, pris de la rade, est celui de rochers noirs et brûlés, que le feu a calcinés, et que ne recouvre pas le moindre vestige de terre. »

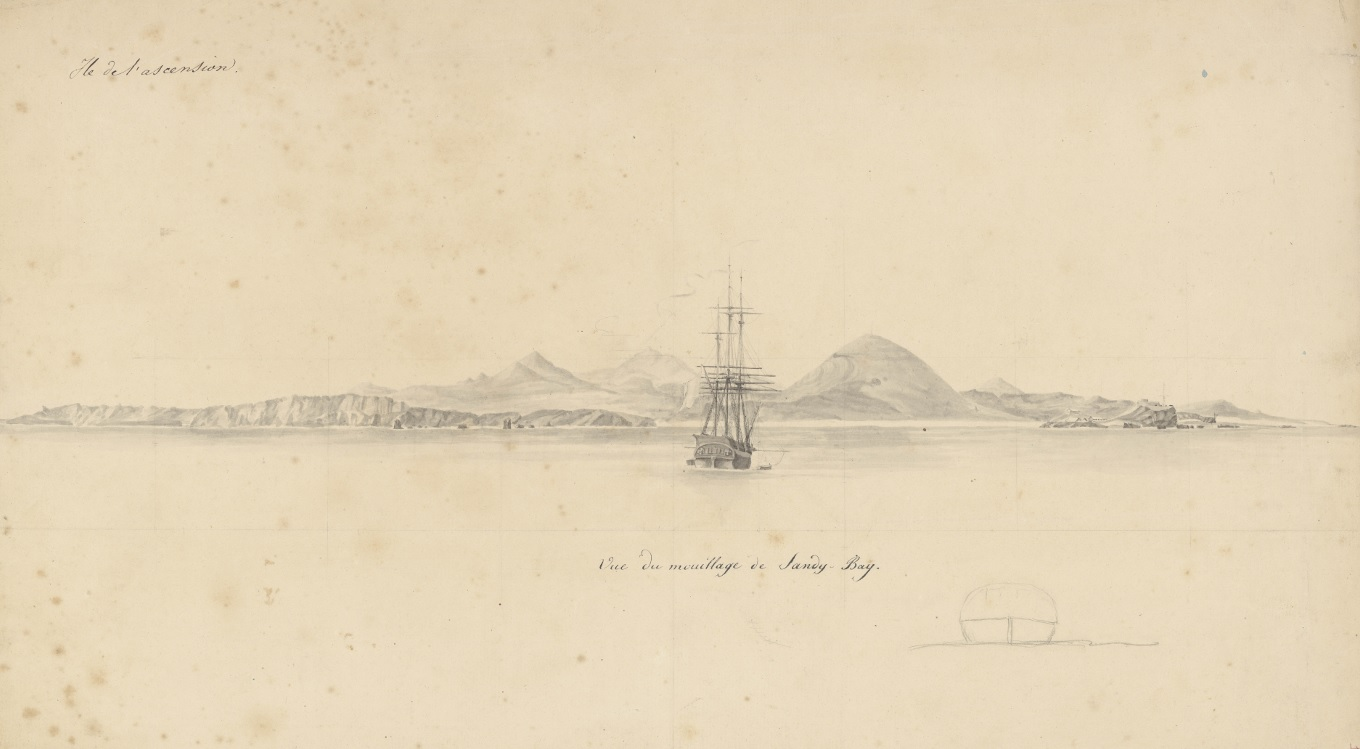
Vue de La Coquille au mouillage,
et de côtes de l'Ascension
(expédition Duperrey,
Sandy-Bay, janvier 1825 ;
dessin d'entre 1826 et 1830
attribué à Antoine Chazal ;
Archives nationales de France).

En 1831, le capitaine normand Charles-Prosper Costey (1804-1868) en dresse une carte manuscrite, assortie en pied d'instructions maritimes sur l'accès et le mouillage : « Cette île offre une excellente relâche aux bâtiments qui font leur retour de la mer des Indes. Le vent de SE y règne constamment. Le mouillage qui est dans le NO de l'Ile présente un fond de sable avec une bonne tenue, la brise venant de terre fait que la mer y est unie comme un lac... »
Entre 1836 et les années 1850-70, l'île fait l'objet de plusieurs nouvelles expéditions, explorations et études scientifiques, dont l'une par le Britannique Charles Darwin (1809-1882, voir plus bas la section « Environnement et écologie »).
Au dernier tiers du XIXe siècle puis au XXe siècle, elle connaît néanmoins un déclin de fréquentation extérieure (humaine), du fait de l'ouverture successive des canaux de Suez en 1869 et de Panama en 1914, qui permettent de relier directement les océans Atlantique, Indien et Pacifique, sans devoir absolument contourner les caps de Bonne-Espérance et Horn.

Drapeau d'Ascension (2013, avec :
en haut à gauche, l'Union Jack ;
en bas à droite, le blason propre à l'île, où figure son peak culminant stylisé, entouré de trois sternes et de deux tortues marines).

Pendant la Seconde Guerre mondiale, les États-Unis s'accordent avec leurs alliés britanniques pour y construire un aérodrome militaire, très stratégique en plein océan Atlantique.
En 1982, l’île joue un rôle déterminant lors des opérations militaires de la guerre des Malouines, en constituant la principale base arrière britannique utilisable de l’Atlantique sud contre l'Argentine (missions « Black Buck »).

## Administration
De nos jours, la base aérienne militaire d'Ascension — qui compte une petite communauté américaine en profitant, ainsi qu'une base SIGINT de renseignement par interception de communications, dirigée par la branche civile du GCHQ britannique, la Composite Signals Organisation (CSO) — dépend encore du commandant des forces britanniques de l'Atlantique sud basé à Port Stanley, aux îles Malouines, Malvinas ou Falkland.
Cependant, c'est le gouverneur britannique de Sainte-Hélène (en) qui continue ex officio d'administrer aussi l'Ascension — et encore Tristan da Cunha, pour les trois îles principalement constitutives de ce « Territoire britannique ultra(-)marin » — au nom de Sa Majesté, bien que compte tenu de la distance de 1 302 km (809 miles) entre Ascension et Saint Helena, un administrator à demeure sur Ascension y est chargé d'agir en tant que représentant spécifique du gouverneur, depuis 1942, formellement désigné par le vocatif « Son Honneur » (His / Her Honour). Les deux fonctionnaires, gouverneur et administrateur plus local, sont désignés pour des durées assez courtes pouvant aller empiriquement jusqu'à cinq années.
Fin août 2008, le gouvernement de Londres a demandé une extension de ses droits souverains jusqu'à une distance de 350 milles nautiques (648 km), afin d'y opérer de la prospection d'éventuels hydrocarbures à forer, à la Commission des limites du plateau continental (CLPC) de l'ONU, qui devait se prononcer à partir de mai 2009.

## Environnement et écologie
En 1836, le jeune scientifique Charles Darwin visite L'Ascension et constate qu'il s'agit d'une île aride, dépourvue d'eau douce et d'arbres. Il pense que le reboisement serait le seul moyen de développer l'île. En 1843, le botaniste et explorateur Joseph Hooker visite Ascension. En 1847, encouragé par Darwin, Hooker informe la Royal Navy qu'avec l'aide des Jardins botaniques royaux de Kew, ils devraient instaurer un plan à long terme de transport d'arbres de Londres vers l'île. Ces arbres plantés ont pour but de "capter plus de pluie" et d'améliorer le sol, permettant à Ascension relativement déserte de devenir un jardin. Ainsi, chaque année à partir de 1850, les bateaux déposent un assortiment varié de plantes provenant de jardins botaniques d'Argentine, d'Europe et d'Afrique du Sud. À la fin des années 1870, pins de Norfolk, eucalyptus, bambous et bananiers coexistent à profusion en une forêt tropicale, luxuriante bien qu'artificielle, à Green Mountain le plus haut point de l'île.
L'île a fait l'objet d'une invasion biologique par une espèce importée de fougères.
Entre-temps, les chats harets présents étaient une grande menace pour les oiseaux. Une campagne d’éradication a été menée avec succès par la Royal Society for the Protection of Birds jusqu’en 2006, et beaucoup d’espèces marines sont revenues. Cependant, en 2016, la population de rats est en forte augmentation et commence à s'attaquer aux œufs et poussins de la sterne fuligineuse.
La zone pourrait receler des réserves d'hydrocarbures, ainsi que nous l'avons vu plus haut, mais en 2019 le gouvernement local souhaite finalement créer une aire marine protégée sur les 440 000 m2 de l'île. Le gouvernement britannique annonce participer à hauteur de 7 M£ à un cofinancement de la protection de la zone, principalement par surveillance satellitaire.

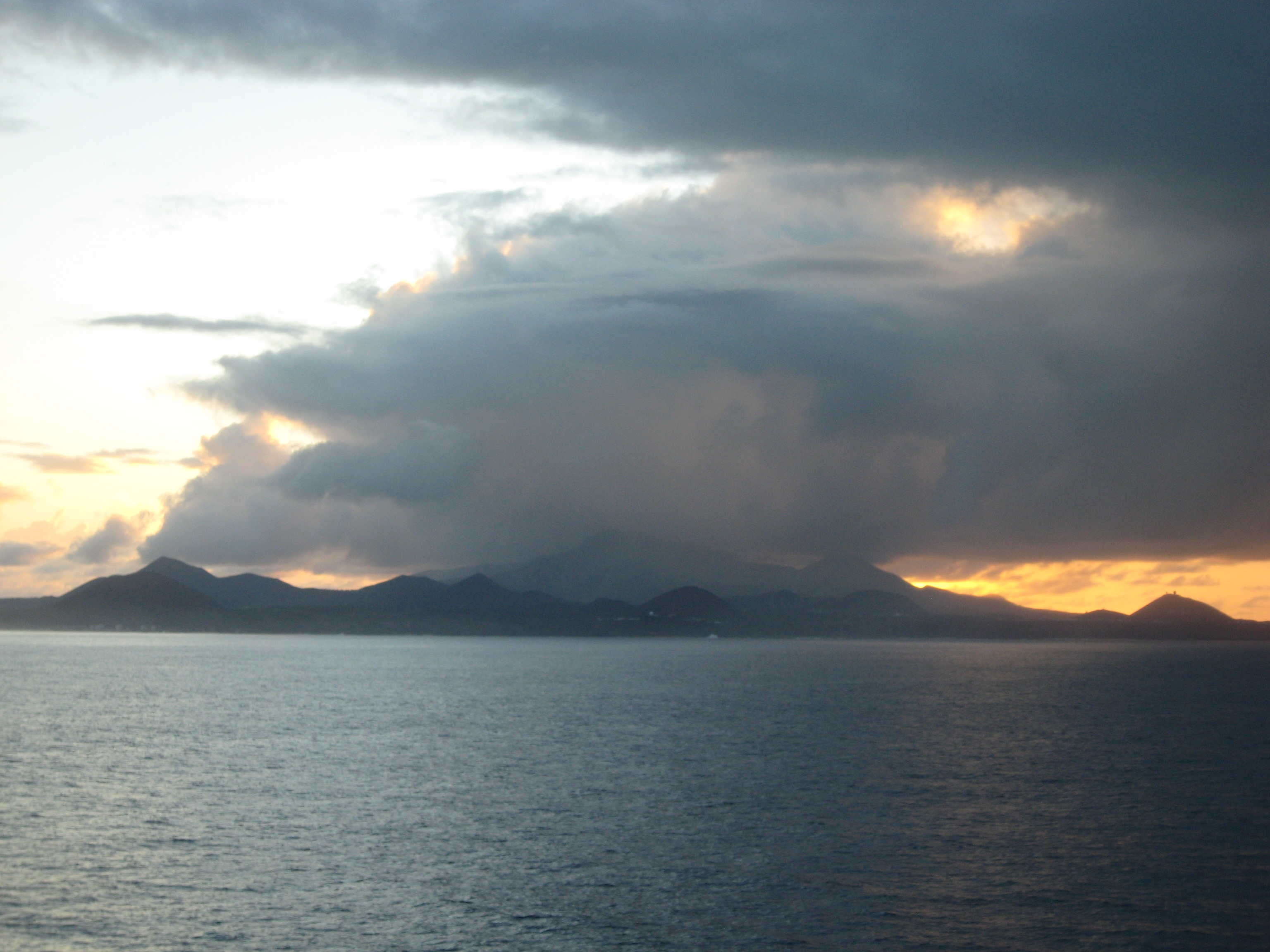

## Infrastructures
L'Ascension dispose d'un aéroport (RAF Ascension Island, immatriculé ASI dans le code AITA), conjointement géré par les Royal et US Air Forces.
Elle possède également l'une des stations de suivi des lanceurs d'Arianespace lorsqu'ils sont tirés vers l'est, après les stations GALLIOT (proche de leur décollage en Guyane française) et NATAL au Brésil.

## Population
Déserte d'êtres humains lors de sa découverte par des Européens, l'île est aujourd'hui principalement habitée par des Saint-Hélénais, ainsi que des Britanniques et des Américains.
Il n'existe pas de droit de résidence permanente. Les habitants ne sont présents sur l'île que pour travailler ou pour accompagner une personne qui y travaille. À la fin de leur contrat, ils doivent quitter l'île s'ils n'obtiennent pas un nouveau contrat de travail.

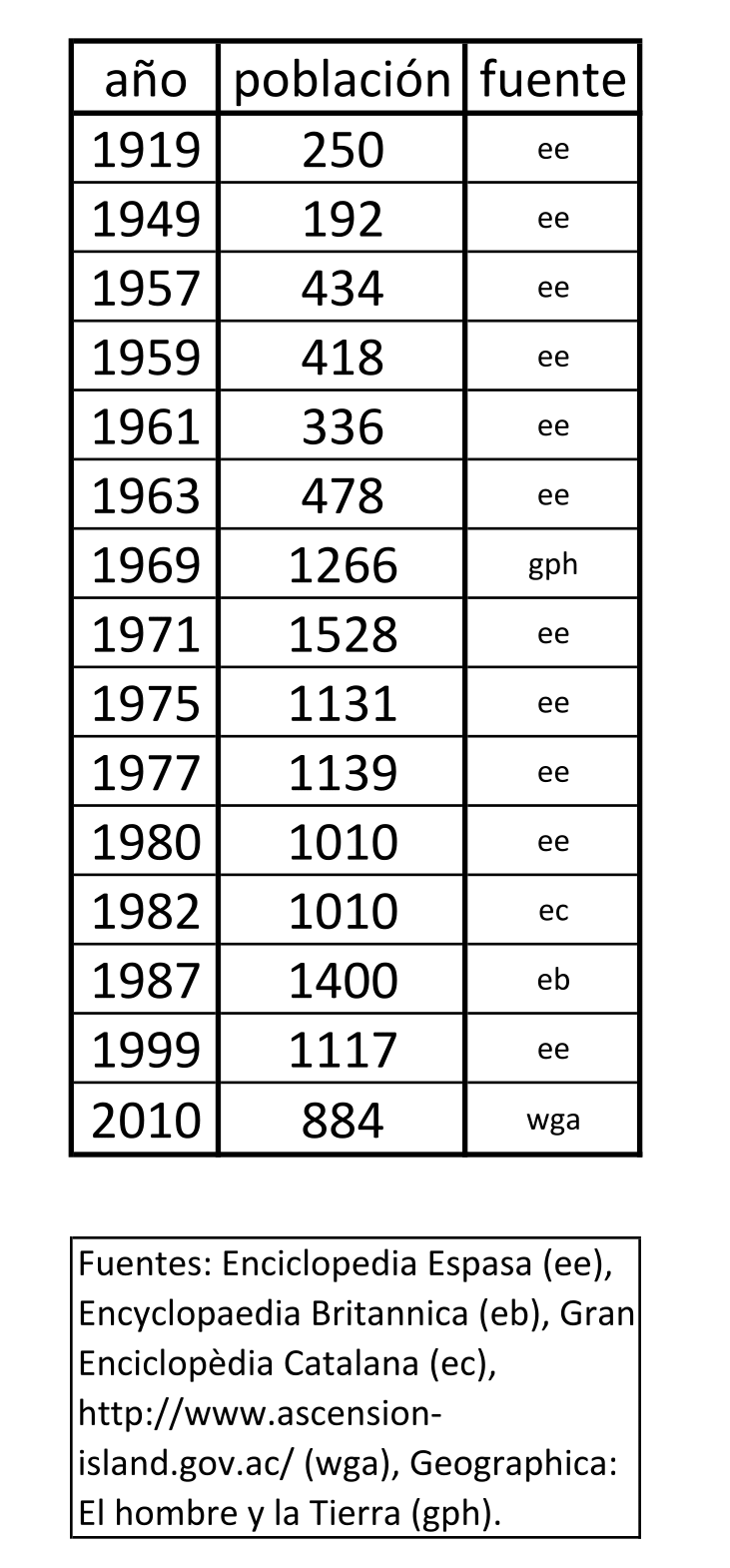
Évolution démographique de l'île.

On dénombre 1 122 habitants en 1998, 950 en 2004, 806 en 2016, 880 en 2018, de nouveau 806 début 2020.